# يان بيرد
يان بيرد (بالإنجليزية: Ian Baird)‏ (1 أبريل 1964 في المملكة المتحدة - ) هو مدرب كرة قدم ولاعب كرة قدم بريطاني في مركز الهجوم. لعب مع برايتون أند هوف ألبيون وكارديف سيتي وليدز يونايتد ونادي بريستول سيتي ونادي بليموث أرجايل ونادي بورتسموث ونادي ساوثهامبتون ونادي ميدلزبره ونيوكاسل يونايتد وهارت أوف ميدلوثيان وDouble Flower FA ‏.

## وصلات خارجية
- يان بيرد على موقع قاعدة بيانات كرة القدم.إي يو (الإنجليزية)
- يان بيرد على موقع Soccerbase.com (لاعب) (الإنجليزية)